# أولافينلينا

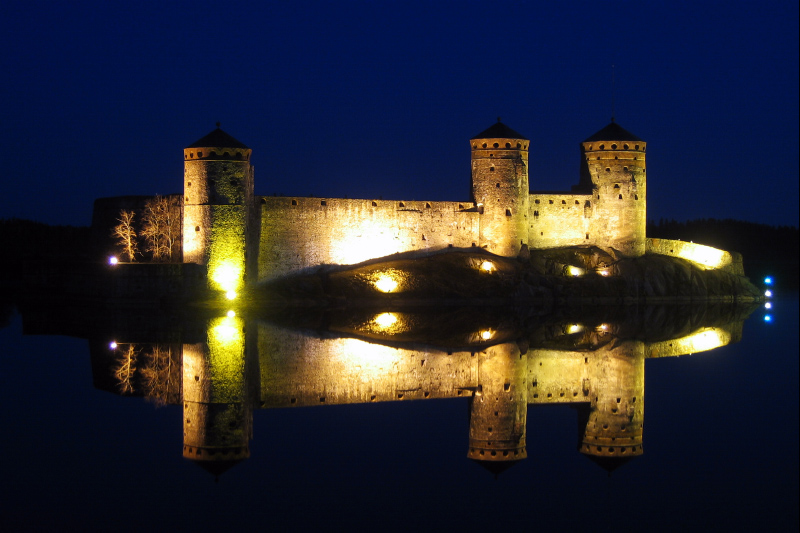
أولافينلينا ليلاً

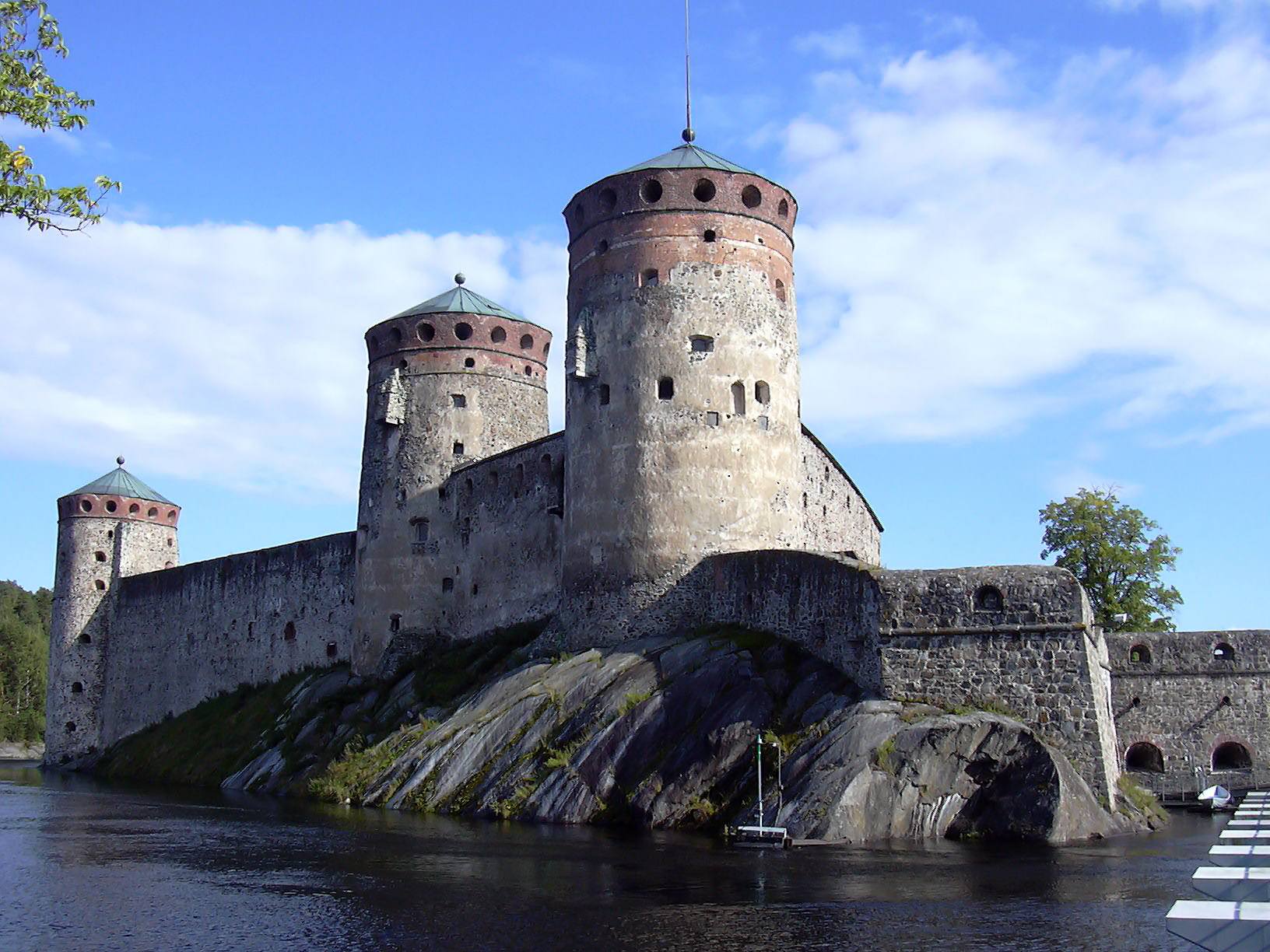
أولافينلينا بأبراجها الثلاثة

أولافينلينا (بالفنلندية: Olavinlinna؛ بالسويدية: Olofsborg) قلعة ذات أبراج ثلاثة تعود للقرن الخامس عشر، تقع في مدينة سافونلينا الفنلندية. أقصى الحصون الحجرية القروسطية شمالاً التي لا تزال قائمة في العالم.